# Proplanicoxa
Proplanicoxa is een geslacht van plantenetende ornithischische dinosauriërs, behorend tot de groep van de Euornithopoda, dat tijdens het late Krijt leefde in het gebied van het huidige Engeland. De enige benoemde soort is Proplanicoxa galtoni.

## Vondst en naamgeving
In 1916 vond Reginald Walter Hooley op het eiland Wight honderd meter ten westen van Chilton Chine een groot blok met fossiele beenderen. De resten werden in 1976 door Peter Galton toegewezen aan Vectisaurus maar dit werd bestreden door David Norman in 1990.
In 2010 werd de typesoort, Proplanicoxa galtoni, benoemd door Kenneth Carpenter en Yusuke Ishida. De geslachtsnaam verwijst naar de verwante dinosauriër Planicoxa wegens een gelijkenis in de stand van het darmbeen en betekent "voorafgaand aan Planicoxa". De soortaanduiding eert Galton.
Het holotype, BMNH R 8649, is gevonden in een laag van de bovenste Wessexformatie die dateert uit het late Barremien. Het bestaat uit een reeks van dertien ruggenwervels, een sacrum van vijf wervels en daaraan verbonden de darmbeenderen, delen van een schaambeen en het zitbeen; en een aantal fragmenten, voornamelijk afgebroken doornuitsteeksels en ribben. Bij latere preparatie bleek dat de voorste bewaard gebleven sacrale wervel met een mengsel van kalk en juten vezels aan de laatste ruggenwervel geplakt was. Deze elementen volgden echter vermoedelijk niet direct op elkaar: een tussenliggende dorsosacrale wervel is verloren gegaan.

## Beschrijving
Het holotype van Proplanicoxa behoort aan een vrij klein dier. Het bekken is ruim 33 centimeter lang wat wijst op een lichaamslengte van een kleine vier meter. De geringe mate van vergroeiing van de sacrale wervels is echter een aanwijzing dat het vermoedelijk om een niet-volgroeid individu gaat. Het bekken telde waarschijnlijk zes sacrale wervels.
De beschrijvers stelden een enkele onderscheidende unieke afgeleide eigenschappen, autapomorfie vast: het uiteinde van het achterblad van het darmbeen steekt zijwaarts en naar boven onder een hoek van 50°. Bij Planicoxa is die hoek slechts 30°. De beschrijvers gaan ervan uit dat een verticale oriëntatie de oorspronkelijke is dat Proplanicoxa en Planicoxa een evolutionaire reeks reeks vormen. De stand zou niet het gevolg zijn van vervorming tijdens het fossiliseren.
Een verdere eigenschap is een sterke uitholling van de achterkant van de wervellichamen; dit was indertijd de reden het specimen aan Vectisaurus toe te wijzen, die dit kenmerk in nog sterkere mate bezit. De doornuitsteeksels van de wervels zijn tamelijk lang. Het voorblad van het darmbeen is langwerpig, zijdelings afgeplat en draait rond zijn lengteas naar buiten toe. Op de binnenkant van dit blad bevindt zich een lage richel die ontspruit uit een facet waaraan de eerste sacrale rib gehecht is. De bovenrand van het darmbeen begint in het midden naar achteren verdikkend naar buiten te krommen maar neemt weer geleidelijk in dikte af op het achterblad. De buitenkant van het darmbeen is hol. De binnenkant draagt een opvallende richel voor de aanhechting van de sacrale ribben. De achterrand draait van onderen naar het midden om daar een vlak uitsteeksel te vormen dat de aanhechting is voor een staartspier, de Musculus caudofemoralis brevis. Het achterblad is kort en de achterrand ervan kromt ook van een vrijwel verticale oriëntatie naar het horizontale vlak — zonder dat te bereiken, wat de bovengenoemde autapomorfie inhoudt.

## Fylogenie
De beschrijvers hebben aangegeven dat Proplanicoxa zich basaal in de Iguanodontia bevindt, maar hebben geen exacte cladistische analyse uitgevoerd om de precieze plaats in de stamboom te bepalen.